# 潛水者 (KANA-BOON歌曲)
《潛水者》（日语： Daibā ?）是日本搖滾樂團KANA-BOON的單曲，於2015年8月5日發行。該單曲由Ki/oon Music發行，是樂團主流出道後的第7張單曲。單曲同名A面歌曲為動畫電影《火影忍者劇場版：慕留人》主題曲，B面歌曲〈Spiral〉為電子遊戲《火影忍者疾風傳 終極風暴4》主題曲。

## 背景
KANA-BOON於2014年11月發行的〈剪影〉是動畫《火影忍者疾風傳》第16首片頭曲。《火影忍者》原作者岸本齐史表示他很喜歡〈剪影〉，並拍板決定將KANA-BOON新曲〈潛水者〉作為動畫電影《火影忍者劇場版：慕留人》主題曲。岸本稱〈潛水者〉是「許多人都能感同身受的歌曲」。KANA-BOON主唱谷口鮪表示〈潛水者〉是關於「向前邁出全新的一步」，且由於他是《火影忍者》系列的粉絲，他對能為系列作品創作主題曲感到欣喜若狂。2015年6月29日，KANA-BOON宣布單曲的B面歌曲〈Spiral〉將作為電子遊戲《火影忍者疾風傳 終極風暴4》主題曲。

## 發行與反應
單曲於2015年8月5日發行，分為標準版和初回生產限定版兩個版本，後者附贈了CD尺寸的「Dode祭典徽章」。單曲發行後於Oricon CD單曲週榜排名第11，Billboard Japan Hot 100排名第8，Billboard Japan Hot Animation排名第2。

## 現場表演
KANA-BOON透過現場表演宣傳單曲。2015年8月8日，樂團於音樂節「ROCK IN JAPAN FESTIVAL 2015」演唱〈潛水者〉和〈Spiral〉，同月16日於音樂節「SUMMER SONIC 2015」演唱〈潛水者〉，同月29日於演唱會「SWEET LOVE SHOWER 2015」演唱〈潛水者〉。同年9月27日，樂團於演唱會「"THE KINGS PLACE" LIVE vol.8」演唱〈潛水者〉。

## 曲目
| CD       | CD                   | CD    |
| 曲序     | 曲目                 | 时长  |
| -------- | -------------------- | ----- |
| 1.       | 潛水者（ダイバー）   | 4:33  |
| 2.       | Spiral（スパイラル） | 3:02  |
| 3.       | 街色                 | 4:15  |
| 总时长： | 总时长：             | 11:52 |

## 排行榜
| 排行榜（2015年）                      | 最高排名 |
| ------------------------------------- | -------- |
| 日本（Billboard Japan Hot 100）       | 8        |
| 日本（Billboard Japan Hot Animation） | 2        |
| 日本（Oricon單曲榜）                  | 11       |

## 發行歷史
| 地區 | 發行日期     | 格式         | 發行廠牌     | 參            |
| ---- | ------------ | ------------ | ------------ | ------------- |
| 日本 | 2015年8月5日 | CD、數位下載 | Ki/oon Music | [ 15 ] [ 16 ] |